# Mehmet Özal
Mehmet Özal (Ankara, Turquía, 31 de octubre de 1978) es un deportista turco especialista en lucha grecorromana donde llegó a ser medallista de bronce olímpico en Atenas 2004.

## Carrera deportiva
En los Juegos Olímpicos de 2004 celebrados en Atenas ganó la medalla de bronce en lucha grecorromana de pesos de hasta 96 kg, tras el luchador egipcio Karam Gaber (oro) y el georgiano Ramaz Nozadze (plata).